# Horse Island, Shetlandsöarna
Horse Island är en ö i Storbritannien.   Den ligger i kommunen Shetlandsöarna och riksdelen Skottland, i den norra delen av landet, 900 km norr om huvudstaden London. Arean är 0,17 kvadratkilometer.
Terrängen på Horse Island är mycket platt. Öns högsta punkt är 20 meter över havet. Den sträcker sig 0,6 kilometer i nord-sydlig riktning, och 0,4 kilometer i öst-västlig riktning.